# Массовые беспорядки в Слуцке
Массовые беспорядки в Слуцке 12 октября 1967 года (бел. Масавыя хваляванні ў Слуцку 12 кастрычніка 1967 года) — стихийные волнения в городе Слуцке Белорусской ССР, приведшие к человеческим жертвам.

## Предыстория
9 апреля 1967 года в фонтане городского парка Слуцка был обнаружен труп каменщика ремонтно-строительного управления № 4 Александра Николаевского. Как удалось установить следствию, лечивший в больнице язву желудка Николаевский, вместо того, чтобы соблюдать строгую диету, употреблял спиртные напитки, после чего в состоянии алкогольного опьянения оказался на лестничной площадке, где проживал заведующий отделом культуры Слуцкого горисполкома 28-летний Геннадий Гапанович. В это время Гапанович у себя в квартире распивал спиртные напитки вместе со своим родственником, 25-летним Леонидом Сытько. Увидев в подъезде Николаевского, Гапанович и Сытько попытались выгнать его на улицу, но тот оказал сопротивление, и тогда они скинули с лестницы и избили его. Во время избиения Николаевский получил сильный удар в живот, что вызвало открытие язвы и послужило причиной смерти. Николаевскому удалось дойти до парка, где он потерял сознание, свалился в фонтан и вскоре скончался.
Дело вызвало большой общественный резонанс, который подогревало и то, что виновным в совершении преступления оказался представитель власти, член КПСС. Дело обросло в народе различными слухами. Так, например, говорилось о том, что ранее при невыясненных обстоятельствах в Минске погиб старший брат Николаевского, выпавший из окна общежития, а также о том, что семьи Гапановичей и Николаевских враждовали ещё со времён Великой Отечественной войны, так как отец Гапановича был полицаем, а отец Николаевского — партизаном. Тем не менее подтверждений тому, что Гапанович — сын полицая, не имеется.
Гапановичу и Сытько было предъявлено обвинение в хулиганстве, за что им грозило до 8 лет лишения свободы. Жители Слуцка требовали осудить убийц к высшей мере наказания. Осенью 1967 года дело было передано в суд. Дело рассматривал судья Александр Крискевич.

## Беспорядки
Когда 10 октября 1967 года начался суд, у здания, в котором проходило заседание и где вместилось около 65—70 человек, собралась большая толпа. Первый секретарь Слуцкого райкома КПСС Зеленкевич заявил судье, просившему перенести заседание в более просторное помещение, что в деле нет ничего необычного и что страсти улягутся сами собой. Отказ последовал и на просьбу Крискевича организовать трансляцию заседаний через динамики.
К 12 часам 11 октября на улице собралось уже более полутора тысяч человек. Все сведения, поступавшие из зала суда, в искажённом виде передавались от человека к человеку. Толпа не допустила в судебный зал жену Гапановича, думая, что та будет давать показания в пользу мужа. В толпе начались выкрики: «Коммунист — убийца!» и «Выдайте нам душегуба!».
Активная фаза беспорядков началась 12 октября 1967 года. В тот день Гапановича привезли на суд не в автозаке (в тот день один из заключённых следственного изолятора вскрыл себе вены, и автозак отвозил его в Минск), а на машине «скорой помощи». Более всего людей возмутило то, что преступника привезли на суд в костюме, а не в униформе заключённого. На самом деле Гапанович был одет в костюм лишь для того, чтобы его легче было опознать несовершеннолетним очевидцам избиения Николаевского.
К обеду у здания, где проходил суд, собралось уже 3 тысячи человек. В 15 часов было решено досрочно закончить заседание, но когда конвоиры попытались вывести Гапановича и Сытько из здания, их не выпустила толпа, требовавшая выдачи обвиняемых для самосуда. Люди разобрали на палки окрестные заборы, а булыжную мостовую — на камни. Проезжавшие мимо грузовики со свеклой и картошкой толпа останавливала и забрасывала овощами окна суда. О ситуации было немедленно доложено в Минск, а затем по цепочке в Москву. По тревоге был поднят отряд внутренних войск МВД СССР численностью 350 человек.
Толпа попыталась прорвать оцепление, в котором стояли конвоиры. Когда ситуация стала критической, был отдан приказ применить для разгона толпы слезоточивый газ «Черёмуха». Подобные действия производились впервые в послевоенной истории Белорусской ССР. Водитель приехавшего автозака Сименченко сумел вывезти Гапановича и Сытько, однако во время этого получил несколько ранений камнями. Позже на машине насчитали десятки вмятин, пробоин, а также были разбиты фары и стёкла.
Когда участникам беспорядков стало понятно, что Гапановича и Сытько в здании нет, они не разошлись. Толпа прорвала оцепление. Все военнослужащие в оцеплении были безоружны, в результате чего семь из них получили тяжкие телесные повреждения, а ещё 35 — лёгкие. Прибывшую машину «скорой помощи», в которой оказывали помощь раненым военнослужащим, также попытались перевернуть. Наиболее активные участники беспорядков в это время пытались выбить двери суда. Ранее дважды судимый рабочий ДСР-9 Николай Гринюк нацедил из стоявшей неподалёку автомашины бутылку бензина, после чего передал её 17-летнему участнику беспорядков, который заскочил в окно, разлил бензин и поджёг его. Ещё две бутылки наполнил бензином отец троих детей, рабочий РСУ-4 Иван Попов. Обмотав их ветошью, он поджёг их и бросил на деревянную стену здания.
Ворвавшись в помещение, участники беспорядков выбросили из окна второго этажа старшего лейтенанта милиции, начальника местной камеры предварительного заключения, Станислава Татура, который вскоре скончался по дороге в больницу. Пламя от пожара разгоралось, и находившиеся в здании прыгали из окон. Судья Галина Алексеева не смогла выпрыгнуть и погибла в огне. Толпа не пропустила к горящему зданию пожарные машины. Около моста через реку Случь был избит полковник Скородумов, начальник Слуцкого гарнизона, отказавшийся применять части гарнизона против бунтующих и пытавшийся уговорить участников беспорядков прекратить их действия.

## Последствия беспорядков. Следствие и суды
Массовые беспорядки в Слуцке стали предметом обсуждения на высоких уровнях, в том числе в Центральном Комитете Белорусской компартии, на бюро Минского обкома, Слуцкого райкома, милиции. Секретарь Слуцкого райкома партии Лесун назвал произошедшее «большим и чёрным пятном на всей работе». Во время расследования местные партийные руководители стремились переложить свою вину на сотрудников правоохранительных органов, которые якобы не приняли должных мер по обеспечению общественного порядка.
Ночью 13 октября 1967 года для выяснения обстоятельств беспорядков в Слуцк прибыл первый секретарь Минского обкома Поляков, возглавивший комиссию ЦК КПБ. В состав комиссии вошли ответственные работники КГБ и МООП из Минска и Москвы. Начальник городской милиции и прокурор были отстранены от занимаемых должностей.
Всего по делу о массовых беспорядках в Слуцке было привлечено в качестве обвиняемых около 70 человек. 2 февраля 1968 года начался судебный процесс над 17 наиболее активными участниками беспорядков. 26 февраля суд приговорил Николая Гринюка и Ивана Попова, поджигавших здание суда, к высшей мере наказания — смертной казни через расстрел. Ещё два подсудимых получили по 15 лет лишения свободы, пятеро — по 10, один — 9, трое — по 7. Трое осуждённых были несовершеннолетними.
Гапанович был осуждён к 8 годам лишения свободы. Наказание он отбывал в Орше, затем на вольном поселении. После освобождения он проживал в городе Барановичи. Умер в 2006 году.